# Kapraď osténkatá
Kapraď osténkatá (Dryopteris carthusiana) je druh kapradiny patřící do čeledi kapraďovité (Dryopteridaceae).

## Popis
Nepříliš hustě trsnaté vytrvalé byliny s vystoupavým nebo poléhavým oddenkem. Oddenek je dlouhý až 12 cm a silný 2–3 cm. Listy zpravidla přezimující, v obrysu podlouhle kopinaté až vejčité, na vrcholu špičaté, na bázi náhle uťaté. Čepel je 25–80 cm dlouhá a 5–20 cm široká, tuhá, 3–4krát zpeřená. Lístky jsou kopinaté až vejčité, dolní asymetrické, všechny po okraji ostnitě pilovitě zubaté. Řapík stejně dlouhý jako čepel, roztroušeně porostlý hnědými jednobarevnými plevinami dlouhými do 1 cm. Výtrusnicové kupky 0,5–1,0 mm v průměru, ostěra lysá, okrouhle ledvinitá. Spory jsou zralé od července do září.
Kapraď osténkatou lze nejsnáze zaměnit s kapradí rozloženou (Dryopteris dilatata), která je v ČR rovněž hojná. Kapraď rozloženou lze odlišit mj. podle plevin na řapíku, které jsou delší a mají výrazné tmavé žebro.

## Rozšíření
Vyskytuje se v Evropě (v jižních oblastech chybí), Malé Asii, na Kavkaze, západní Sibiři a rovněž v Severní Americe. V České republice se téměř na celém území vyskytuje hojně. Pouze v nejvyšších horských polohách roste ojediněle nebo úplně chybí.

## Ekologie
Velmi hojný druh, roste především v humózních vlhčích lesích (především bučiny). Dále suťové lesy, lužní lesy, křoviny, břehy potoků a rybníků, skalnaté svahy, kamenité svahy nebo může růst ve štěrbinách starých zdí.